# Знаменский консервный завод
Знаменский консервный завод — предприятие пищевой промышленности в городе Знаменка Кировоградской области Украины, прекратившее существование.

## История
Знаменский овощеконсервный завод был построен в соответствии с седьмым пятилетним планом развития народного хозяйства СССР. В 1962 году он был введён в эксплуатацию, в следующие десять лет за счёт внедрения прогрессивных технологий и более рационального использования производственных площадей проектная мощность предприятия была увеличена более чем в два раза.
В начале 1972 года производственная мощность завода составляла свыше 5 млн. условных банок консервов в год.
В целом, в советское время овощеконсервный завод входил в число крупнейших предприятий города.
После провозглашения независимости Украины завод был передан в ведение министерства сельского хозяйства и продовольствия Украины.